# دشیل همت
ساموئل دشیل هَمِت (به انگلیسی: Samuel Dashiell Hammett)، (زاده ۲۷ مه ۱۸۹۴ – درگذشته ۱۰ ژانویه ۱۹۶۱) نویسندهٔ رمان‌های پلیسی آمریکایی بود.

## زندگی
ساموئل دشیل همت در مریلند به سال ۱۸۹۴ به دنیا آمد و در بالتیمور و فیلادلفیا بزرگ شد. هرگز مدرسه را تمام نکرد و برای کمک به خانواده از سن ۱۴ سالگی شروع به کار کرد. در ۲۱ سالگی به استخدام پینکرتون (آژانس تحقیقاتی) درآمد. شرکت کردنش در جنگ جهانی اول باعث شد که به بیماری سل مبتلا شود. با این وجود در جنگ جهانی دوم نیز شرکت کرد. در طی دوره درمان بیماریش با پرستاری آشنا شد که به ازدواج منتهی شد. با هم به سانفرانسیسکو مهاجرت کردند و صاحب دو دختر شدند.

## دوران نویسندگی
وی به عنوان مأمور مؤسسه پینکرتون تخیلش را قوی کرد. وقوع حوادثی چون قتل فرانک لیتل، پایه‌گذار کارگران صنعتی جهان، باعث شد همت فضای خشن آن دوران را بازسازی کند و داستان خرمن سرخ را به نگارش درآورد.
در سال ۱۹۲۲ برای مجله ماسک سیاه به نام مستعار پیتر کالیسنون نوشتن را آغاز کرد. بعدها اسم دشیل همت را جایگزین اسم مستعار کرد. در این مجله، سری داستان‌های کانتینال و همچنین شخصیت سام اسپید را پایه‌گذاری کرد.

## سفر به هالیوود
ازدواج همت با بحران مواجه شد. طی مهاجرتش به هالیوود در سال ۱۹۳۰ با لیلیان هلمن آشنا شد. مدتی بعد هر دو از همسرانشان جدا شدند و با هم زندگی کردند.

## آثار فیلم شده
شخصیت‌های داستان ترکه مرد با شرکت ویلیام پاول و میرنا لوی پایه‌گذار یک سری برنامه محبوب شد. اما مترو گلدوین مایر اشخاص دیگری را برای نگارش قسمت‌های بعدی این داستان استخدام کرد. به این ترتیب موفقیت در فیلم از همت رو برگرداند.
از دیگر آثار فیلم شدهٔ داستان‌های همت می‌توان به شاهین مالت اشاره کرد. این فیلم در دو سری ساخت متفاوت به نام‌های زن شیطانی در سال ۱۹۳۱ و بار دوم به نام شیطان با یک زن ملاقات کرد در سال (۱۹۳۶) شکست تجاری خورد. اما در سال ۱۹۴۱ ساخته شدن شاهین مالت با بازی هامفری بوگارت به موفقیت چشم‌گیری دست پیدا کرد.

## مرگ

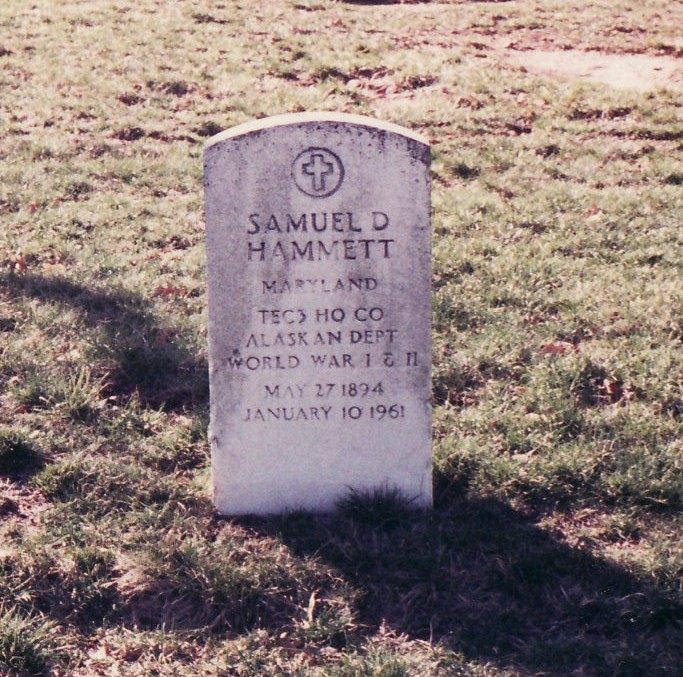

همت که یک فعال چپ‌گرا و عضو حزب کمونیست آمریکا بود، اواخر ۱۹۴۰ نیز عضو فعال کنگره حقوق مدنی نیویورک شد. او در سال ۱۹۵۱ از دادن اسامی چهار عضو دیگر این مؤسسه که کمونیست بودند اجتناب کرد. بنا به رای دادگاه به شش ماه زندان محکوم شد. مشکلاتش بعد از رهایی از زندان به سراغش آمد. تمام درامدش از کتاب‌ها و فیلم‌هایش توسط مدعی العموم ضبط شد. در سال ۱۹۵۳ با ماجرای مک کارتیسم مواجه شد.
به این ترتیب سال‌های آخر عمر دشیل همت در فقر و بیماری گذشت. شدت بیماری به حدی بود که نتوانست کتاب لاله که اتوبیوگرافی از زندگی خودش بود را تمام کند. لیلیان هلمن پس از مرگش در سال ۱۹۶۶ آن را به صورت کتاب کوچک منتشر کرد.
گذشت زمان و تاریخ سرنوشت اسم یکی از نویسندگان آمریکا را روشن کرد که هرگز از یادها نبرد.

## آثار ترجمه شده
از دشیل همت تاکنون این کتابها به فارسی ترجمه شده‌است.
- شاهین مالت (۱۹۳۰) به ترجمه عبدالله توکل در سری کتابهای هفته
- شاهین مالت به ترجمه حسن زیادلو ۱۳۷۷
- شاهین مالت به ترجمه پرویز نصیری انتشارات روزنه کار
- ترکه مرد (۱۹۳۴) به ترجمه احمد میرعلایی
- خرمن سرخ (۱۹۲۹) به ترجمه فرهاد منشوری
- دزدان نقابدار (مجموعه داستان کوتاه) ترجمه کاظم اسماعیلی
- کلید شیشه‌ای (۱۹۳۱) به ترجمه پرویز نصیری
- بنویس جنایت انتشارات آوا به ترجمه حمید رضا زاهدی